# Epeus covid
Epeus covid (лат.) — вид пауков-скакунов из рода Epeus. Эндемик Китая (Юньнань, Пуэр, Цзянчэн-Хани-Ийский автономный уезд).

## Этимология
Видовое название происходит от именования COVID-19, вызывающего коронавирусную инфекцию.

## Описание
Мелкие пауки желтоватого цвета. Общая длина тела 5—6 мм. Самцы: карапакс и хелицеры коричневые; эндиты, лабиум и стернум бледно-желтые; ноги желто-коричневые с черными волосками; опистосома цилиндрическая, серая; спиннереты серые. Окраска самок сходна с самцами, за исключением опистосомы с длинным черным пятном. Самцы нового вида отличаются от всех сородичей тем, что цимбиальный апофиз зазубрен у основания (в отличие от отсутствия зазубрин у других видов). Самка нового вида похожа на самку Epeus daiqini по широким копулятивным отверстиям и изогнутым копулятивным протокам. Однако новый вид можно отличить от E. daiqini по соотношению ширины фертилизационных протоков и длины тегулярного апофиза, которое составляет 2:1 (против 4:1 у E. daiqini)..